# Yamamoto Junko
 (août 2023).
yamamoto Junko (山本潤子, Yamamoto Junko), née le 	
30 décembre 1949, est une chanteuse et guitariste de musique populaire japonaise.
Elle est notamment connue pour ses interprétations de Tsubasa wo kudasai 「をください」,  « takeda no komoriuta » 「竹田の子守唄」, de « akai hana shiroi hana » 「赤い花白い花」 ou encore de　« tsume tai ame » 「冷たい雨」.